# Балтанов, Равиль Губайдуллович
Рави́ль Губайду́ллович Балта́нов (3 августа 1927, Казань, Татарская АССР, СССР — 20 апреля 1998, Казань, Россия) — советский и российский философ, религиовед и социолог религии, специалист по теории и социологии религии. Один из авторов «Атеистического словаря».

## Биография
Родился 3 августа 1927 в Казани в семье служащих. Отец — Губайдулла Тазетдинович Балтанов, заместитель народного комиссара просвещения ТАССР, мать — Нурзиган Гареевна Балтанова, воспитательница в детских садах.
Окончил семь классов казанской средней школы №3 и начал работать начальником автоматов на заводе № 230.
В 1944 — 1948 годы учился в Казанском речном техникуме на штурманском отделении.
В 1945—1955 годы — член ВЛКСМ.
В 1948 —1950 годы — первый помощник капитана парохода «Чусовая» Вятского речного пароходства.
В 1950 году поступил  на исторический факультет Казанского государственного педагогического института, который с отличием окончил 1954 году с присвоением квалификации «Учитель русского языка и литературы, логики и психологии средней школы».
В 1954—1960 годы — ассистент, старший преподаватель и заместитель декана историко-филологического факультета КГПИ.
В 1955 году избран членом КПСС.
В 1960 году начал работать инструктором отдела науки и школ в Татарском областном комитете КПСС. Затем вновь вернулся в КГПИ.
В 1963 году в Казанском государственном университете имени В. И. Ульянова-Ленина защитил диссертацию на соискание учёной степени кандидата философских наук по теме «Коммунистическая мораль и борьба с нравственными поучениями ислама».
В 1964—1974 годы — доцент кафедры философии и одновременно заведующий лабораторией социологических исследований Казанского государственного университета имени В. И. Ульянова-Ленина.
В 1971 году принял участие в  ВДНХ.
В июне 1974 году избран по конкурсу заведующим кафедрой философии Казанского государственного медицинского института.
В 1974—1994 годы — профессор и заведующий кафедрой философии  Казанского государственного медицинского института.
В 1977 году в Казанском государственном университете имени В. И. Ульянова-Ленина защитил диссертацию на соискание учёной степени доктора философских наук по теме  «Основные проблемы конкретно-социологического атеизма в СССР».
В 1977 году присвоено  учёное звание профессора.

## Общественная деятельность
Занимал должность заместителя председателя Совета по общественным наукам Министерства здравоохранения  РСФСР. Заместитель председателя философии и атеизма Татарского отделения общества «Знание». Возглавлял Казанский опорный пункт Института научного атеизма Академии общественных наук при ЦК КПСС, являлся внештатным лектором Татарского областного комитета КПСС, преподавателем курсов по переподготовке партийных и советских работников при областном комитете КПСС, руководителем философских семинаров врачей при Вахитовском и Кировском районных комитетах КПСС Казани, председателем комиссии по контролю за деятельностью администрации по учебно-воспитательной работе при партийном комитете КГМИ.

## Семья
Жена — Сания Хафизовна Балтановна (род. 1936),  преподаватель Казанского техникума связи.
Дочь —  Гульнара Равильевна Балтанова (1958 - 2018), философ, специалист по исламоведению, выпускница Казанского университета, доктор философских наук, профессор.

## Награды
- Медаль «За трудовую доблесть»[3]
- Медаль «В ознаменование 100-летия со дня рождения В. И. Ленина»[3]
- Медаль «Ветеран труда»[3]
- Заслуженный деятель науки ТАССР (1983)[1][4]
- За активную пропагандистскую работу занесён в республиканскую книгу Почёта[3].
- Почётной грамота Татарского обкома КПСС и Совета Министров ТАССР в связи с 50-летием[3].
- Дважды объявлялась благодарность Министерства здравоохранения РСФСР[3].

## Научные труды

### Диссертации
- Балтанов Р. Г. Утверждение коммунистической нравственности и борьба с пережитками морали ислама / Автореферат дис. на соискание учен. степени кандидата философ. наук / М-во высш. и сред. спец. образования РСФСР. Казан. ордена Трудового Красного Знамени гос. ун-т им. В. И. Ульянова-Ленина. — Казань: Казан. гос. ун-т им. В. И. Ульянова-Ленина, 1963. — 20 с.
- Балтанов Р. Г. Основные проблемы конкретно-социологического анализа религии и атеизма в СССР / Автореферат дис. на соискание ученой степени доктора философских наук. (09.00.06). — Казань: Казан. гос. ун-т им. В. И. Ульянова-Ленина, 1974. — 30 с.

### Монографии
- Балтанов Р. Г., Гильфанов И. Реакционная сущность Корана. — Казань: Таткнигоиздат, 1962. — 29 с.
- Балтанов Р. Г. Социологические проблемы в системе научно-атеистического воспитания: (Проблемы конкретно-социологического анализа религии и атеизма в СССР). — Казань: Изд-во Казан. ун-та, 1973. — 248 с.
- Абдусамедов А. И., Балтанов Р. Г., Ацамба Ф. М., Кириллина С. А. Глава X. Ислам // Основы религиоведения. Учеб. / Ю. Ф. Борунков, И. Н. Яблоков, М. П. Новиков и др.; Под ред. И. Н. Яблокова. — М.: Высшая школа, 1994. — С. 159—170. — 368 с. — ISBN 5-06-002849-6.